# Antonio de Undurraga
Antonio de Undurraga (Santiago, 1911 - ibídem, 1993) fue un abogado, funcionario público, diplomático y escritor chileno.

## Carrera
Fue diplomático en Argentina y Panamá, además de funcionario del Ministerio de Hacienda.
Poeta de la corriente denominada hermetismo, escribió también cuentos, novelas y ensayos. Realizó numerosas antologías de escritores chilenos y se desempeñó además como periodista en diarios y revistas, entre ellas Caballo de Fuego, de la cual fue director.
Vicepresidió el PEN Club de Chile, y la Sociedad de Escritores.

## Obra
Escribió mayormente poesía, además de relatos, novelas y ensayos:
- 1938 La siesta de los peces (poesía).
- 1939 Morada de España en Ultramar (poesía).
- 1944 Transfiguración en los párpados de Sagitario (poesía).
- 1945 Manifiesto del Caballo de Fuego y poesías (poesía).
- 1945 El arte poética de Pablo de Rokha.
- 1946 El líder de sudor y oro (poesía).
- 1946 Red en el Génesis (poesía).
- 1946 Recabarren
- 1947 Zoo subjetivo (poesía).
- 1957 Fábulas adolescentes y epitafios para el hombre de Indias (poesía).
- 1957 Teoría del creacionismo (ensayo).
- 1951 Pezoa Véliz (ensayo)
- 1958 Atlas de la poesía de Chile, 1900-1957.
- 1959 Ocho poemas (poesía).
- 1960 Hay levadura en las columnas (poesía).
- 1963 El mito de Jonás y otros cuentos (relatos).
- 1964 Jesús el desconocido (novela).
- 1966 Absalón no debe morir (novela).
- 1967 Autopsia de la novela.
- 1968 La diplomacia de Jeremías.
- 1970 Honduras, fábulas y cuentos
- 1973 El eclipse de Narciso y otros cuentos.
- 1976 Jesús, el profeta del Mar Muerto (novela).

### En antologías
- 1948 13 poetas chilenos (poesía)

## Premios
- Premio de la Sociedad de Escritores de Chile y Municipal de Literatura, categoría Ensayo: ambos en 1951 por Pezoa Véliz